# Ahornblättrige Platane
Die Ahornblättrige Platane, Bastard-Platane, Gewöhnliche Platane, Gemeine Platane, Hybrid-Platane oder London-Platane (Platanus ×hispanica, Syn.: Platanus ×acerifolia, Platanus ×hybrida) ist eine Hybride aus der Gattung Platanen (Platanus) innerhalb der Familie der Platanengewächse (Platanaceae). Sie ist um 1650 durch eine Kreuzung aus der Amerikanischen Platane (Platanus occidentalis) und Morgenländischen Platane (Platanus orientalis) entstanden. Im Gegensatz zum Elternteil Platanus orientalis ist sie sehr winterhart. Namensgebend ist die Ähnlichkeit der Blätter mit den Ahornen.

## Beschreibung

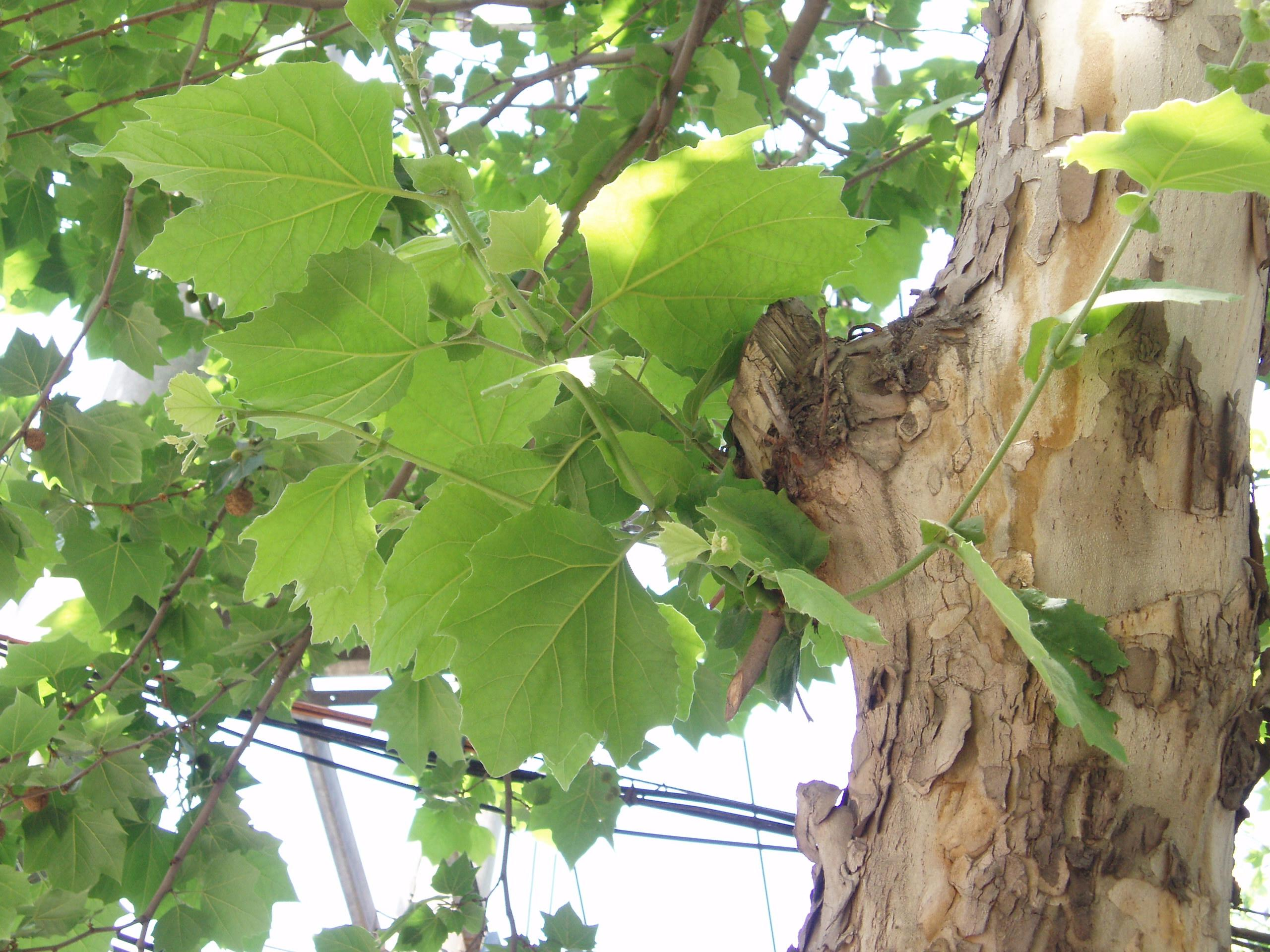
Borke und Laubblätter

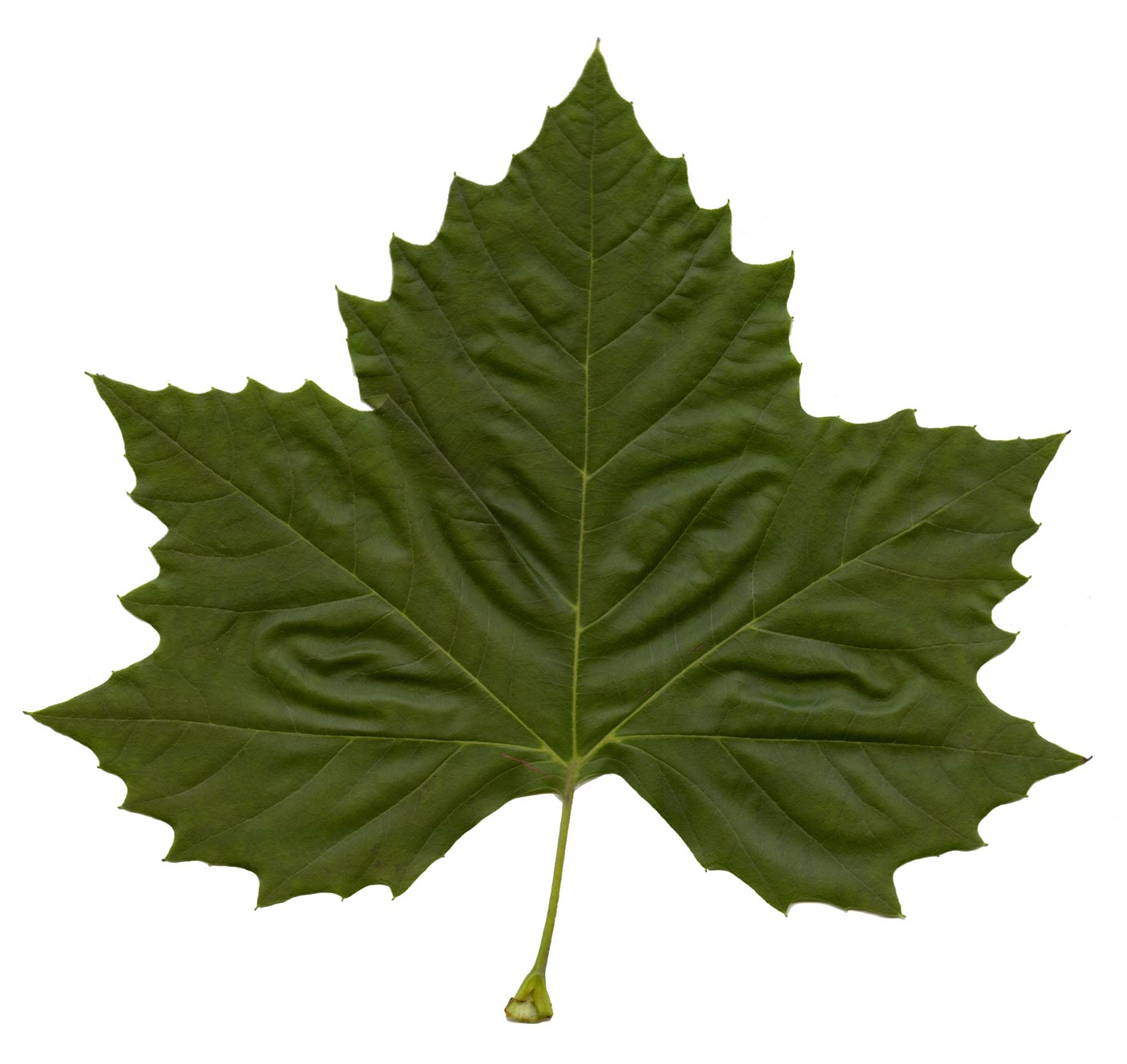
Gelapptes Laubblatt

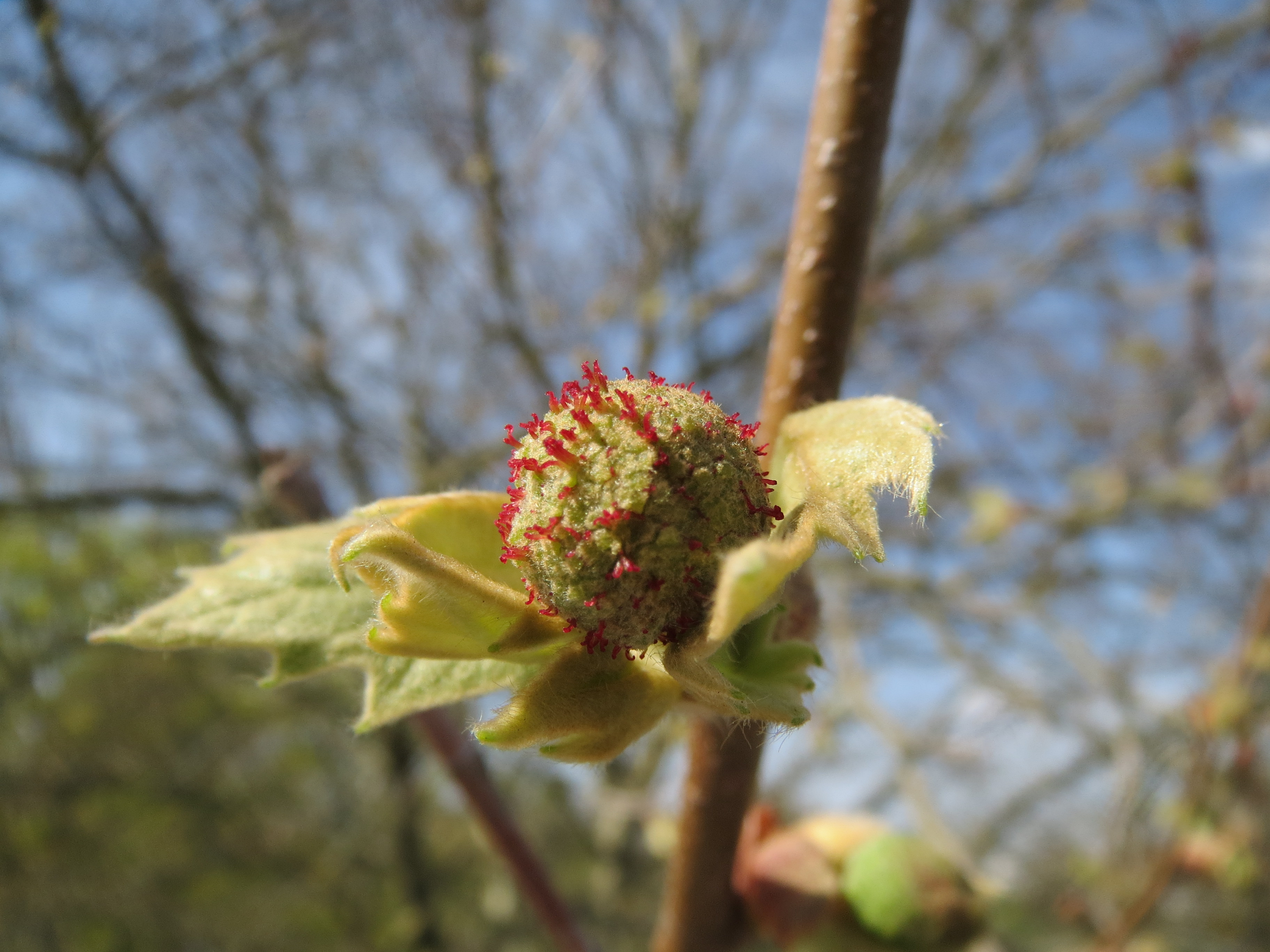
Blütenstand

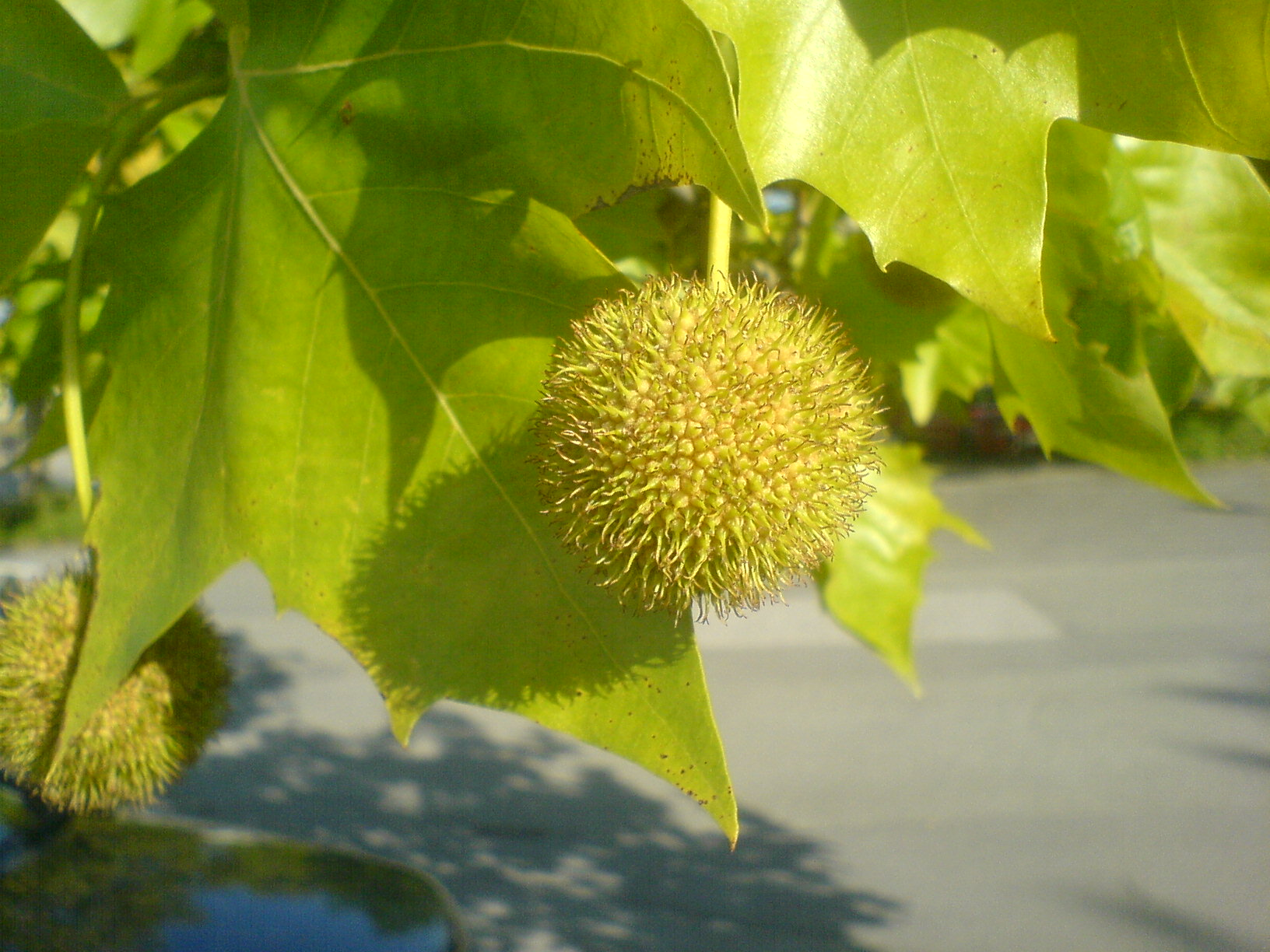
Fruchtverband

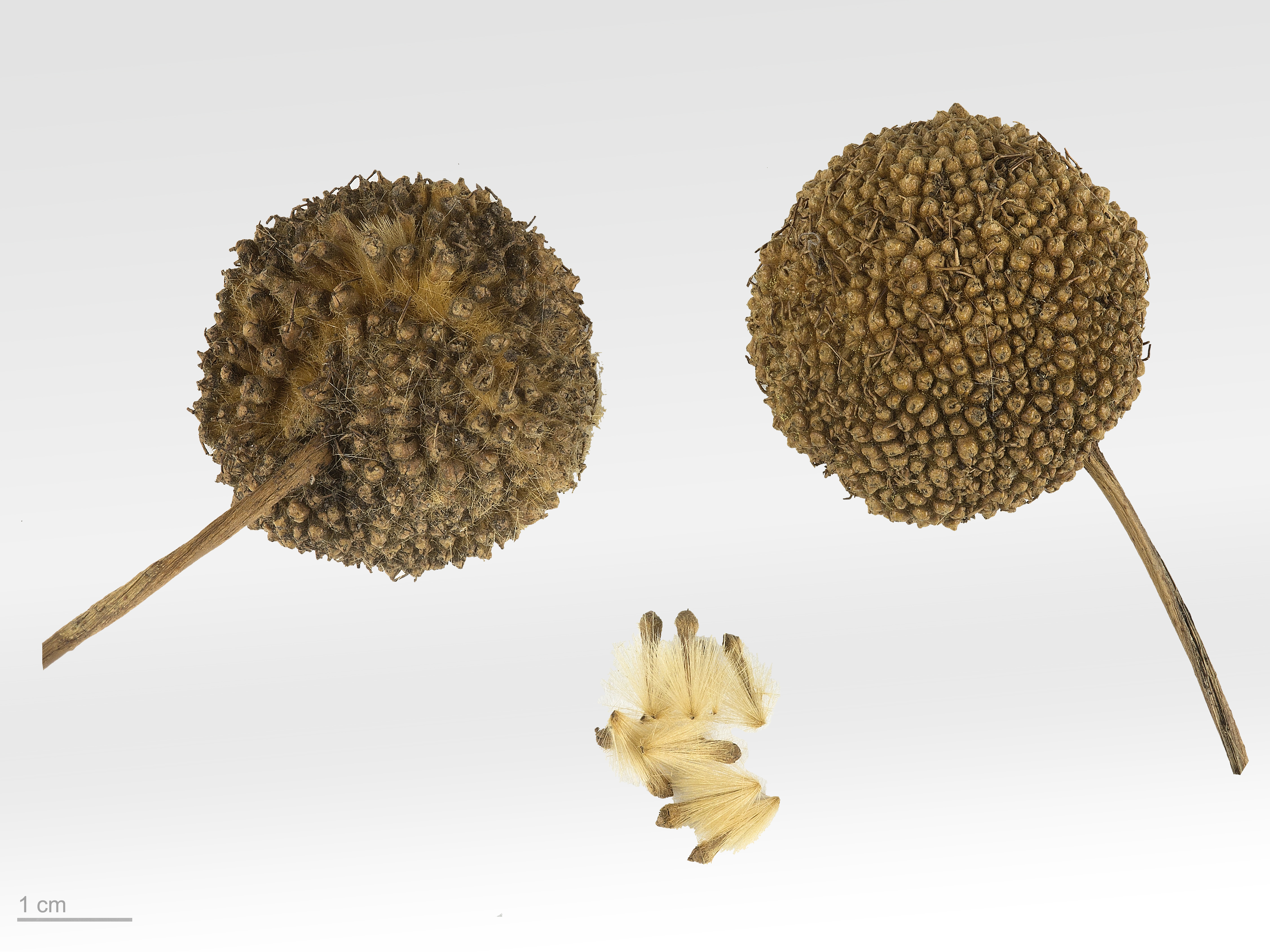
Fruchtverband und Nussfrüchte

### Erscheinungsbild und Blatt
Die Ahornblättrige Platane wächst als sommergrüner Baum und erreicht eine Wuchshöhe von bis über 45 Metern. Er ist sympodial verzweigt. Der Stammdurchmesser erreicht über 2,5 Meter. Es sind über 300 Jahre alte Exemplare bekannt, die noch immer wuchskräftig sind. Die Baumkrone wird bei älteren Exemplaren hoch und breit. Die Borke junger Bäume ist dunkelgrau bis braun; mit zunehmendem Alter blättert die Borke in dünnen Platten ab, die jüngere Borke darunter ist gelb-grau.
Die rotbraunen Blattknospen sind eiförmig, und 6 bis 8 Millimeter lang. Seine Winterknospe besitzt nur eine Knospenschuppe, die vor dem Laubfall in der Blattbasis verborgen ist.
Der frische Blattaustrieb ist hell braun- bis graugrün und behaart, verkahlt jedoch schnell. Die wechselständig angeordneten, ahornähnlichen Laubblätter sind in Blattstiel und -spreite gegliedert. Der Blattstiel ist 5 bis 10 Zentimeter lang. Die Blattspreite ist bis zu 15 bis 25 Zentimeter groß und meist fünflappig. Größe und Form der Blattlappen variieren je nach Klonlinie. An der Blattbasis bleiben die gezähnten, eiförmigen Nebenblätter vor allem bei jungen Bäumen länger haften.

### Generative Merkmale
Die Ahornblättrige Platane ist einhäusig getrenntgeschlechtig (monözisch). Die Blüten erscheinen zusammen mit dem Laub im Mai. Sie stehen meist zu zweit an Blütenkätzchen mit einem 6 bis 8 Zentimeter langen Stiel. Die männlichen Blüten sind grünlichgelb und klein; die weiblichen Blüten sind karminrot. Die Blüten wachsen in etwa 1 Zentimeter großen Teilblütenständen und hängen mit zwei oder drei Blütenständen an einer gemeinsamen Blütenstandsachse. Die Fruchtverbände sind kugelig, braun und etwa 3 Zentimeter groß; sie hängen an einem langen Stiel herab. Die Einzelfrüchte sind kantig-zylindrische Nüsschen (Achänen), welche die Samen enthalten.
Die Chromosomenzahl beträgt 2n = 42.

## Vorkommen
Nach Oberdorfer kommt die Art optimal vor auf frischen, tiefgründigen Auenböden in Gebieten ohne strenge Winterfröste. In Baden-Württemberg wurden Sämlinge besonders am Ufer des Neckars bei Stuttgart beobachtet. Das ist nicht überraschend, da ja beide Elternarten ursprünglich in Auwäldern wachsen.

## Ökologie
Die Laubblätter der Ahornblättrigen Platane sind anfangs mit Sternhaaren besetzt, die sich beim Austrieb ablösen und die Luftwege zum Platanenhusten reizen können. Die jeweils äußerste Schicht der Schuppenborke wird durch ein Abtrennungsgewebe in relativ großen Platten abgesprengt. Dies hat mit dem Wachstumsschub im Sommer zu tun, wenn der Umfang des Stamms größer geworden ist. Die ausgeprägte Herzwurzel bildet eine arbusculäre Mykorrhiza. Bei einem Herzwurzelsystem werden am Wurzelstock mehrere, unterschiedlich starke Wurzeln ausgebildet.
Blütenökologisch handelt es sich um eine windblütige Art vom Kätzchenblüten- oder Hängblütentyp. Aus einer weiblichen Blüte entwickeln sich mehrere einsamige Nüsschen mit einem hakigen Griffelrest und einem basalen Haarbüschel. Die Fruchtreife erstreckt sich über November und Dezember. Im Winter werden die steifen Fruchtstandsachsen morsch und leicht beweglich. Danach zerfallen die kugeligen, etwa 3 cm breiten Fruchtstände. Die Einzelfrüchte werden als Schirmchenflieger bzw. bei Nässe als Adhäsionshafter sowie als Klett-, Bohr- und Tretfrüchte ausgebreitet. Daneben erfolgt eine Bearbeitungsausbreitung durch Kleinvögel. Die Früchte sind Wintersteher und Lichtkeimer. Für Hunde sind die Tretfrüchte sehr unangenehm, da die spitzästigen Gliederhaare zu Hautreizungen führen können. Beim Menschen können die beim Zerfall der Fruchtstände sich zum Teil ablösenden Haare zu heuschnupfenähnlichen Symptomen führen.

## Nutzung
Die Ahornblättrige Platane toleriert durch Abgase verschmutzte Luft, reinigt diese und gilt als unempfindlich gegenüber verdichteten Böden. In vielen Ländern mit gemäßigtem Klima ist sie deshalb ein sehr beliebter Straßenbaum. Auf ausreichend großen Plätzen bietet sie mit dem dichten Laub im Sommer Schattenplätze, nicht nur als weit ausladender Großbaum. Sie braucht jedoch Platz und Sonne.
Das beschnittene Stadtgrün trägt auch als Gestaltungselement an innerstädtischen Straßen wie den Champs-Élysées in Paris in Form geschnittener Kopfbäume zu einem erträglicheren Mikroklima bei. Bei Planung und Pflanzung muss auf ausreichend Abstand von Gebäuden und Abwasserleitungen geachtet werden, die Wurzeln können auch den Belag von Wegen anheben.

Alleen und Baumreihen
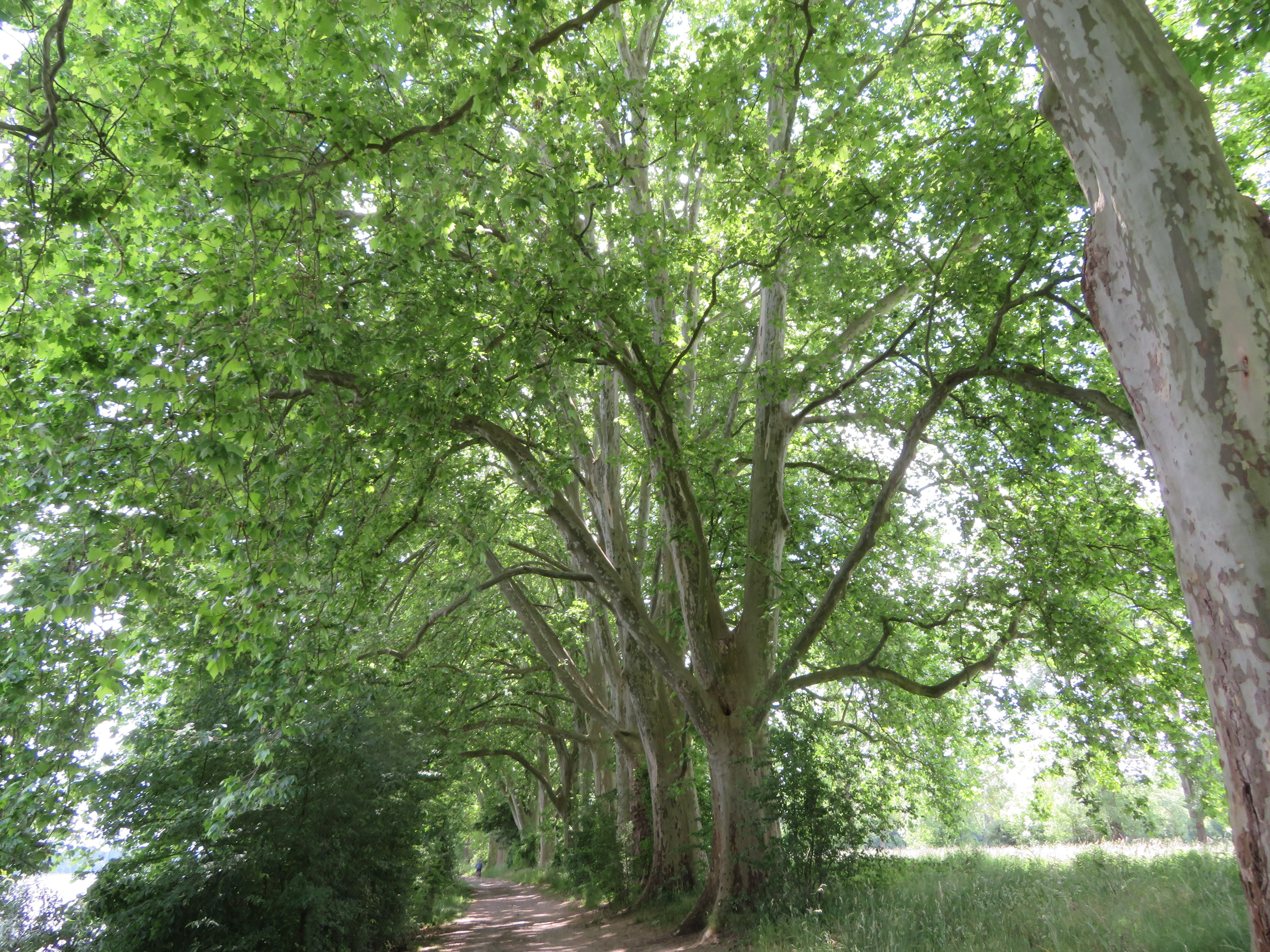
Baumreihe aus unbeschnittenen Platanen südlich von Worms
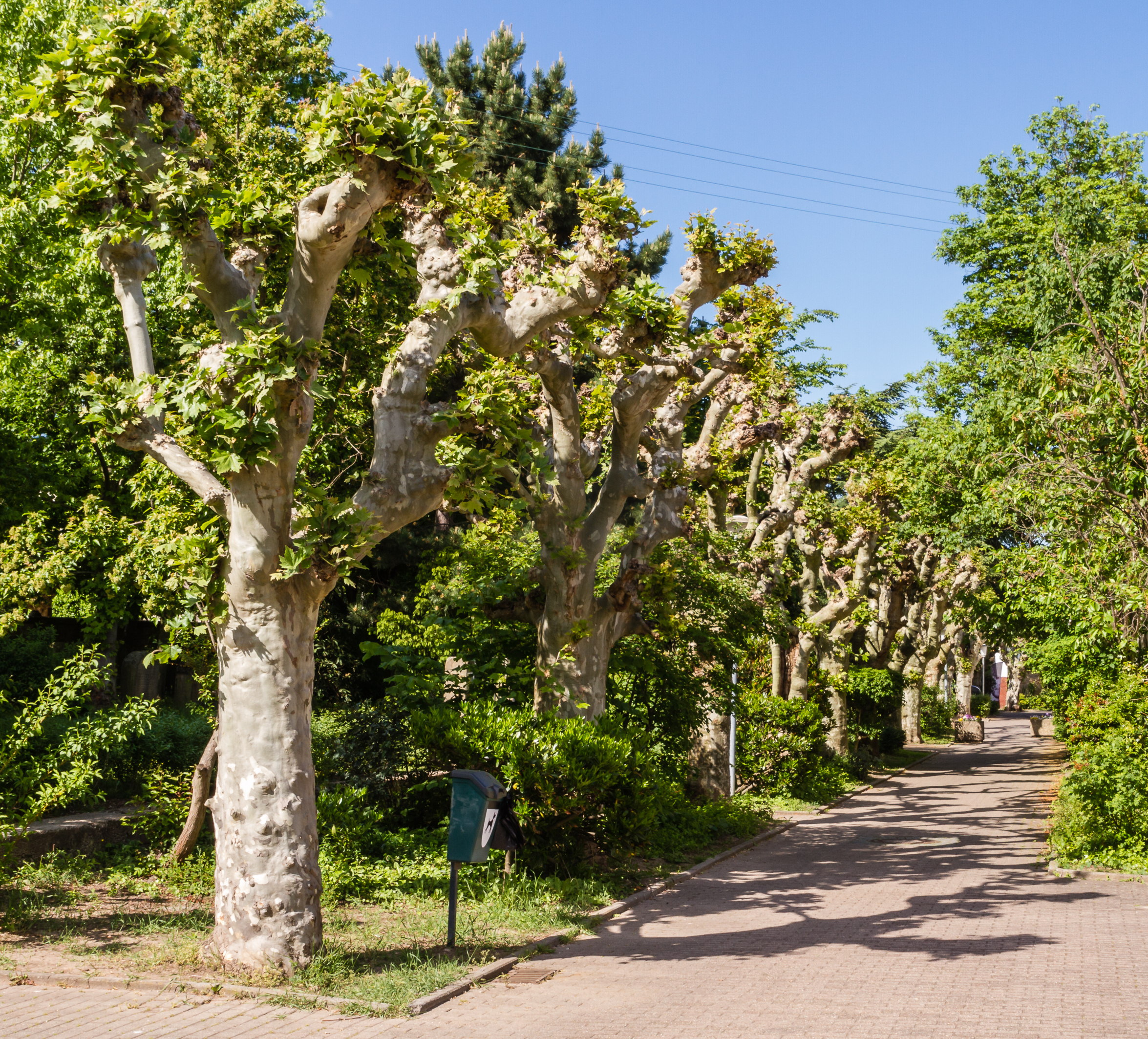
Baumreihe aus beschnittenen Platanen in Deidesheim
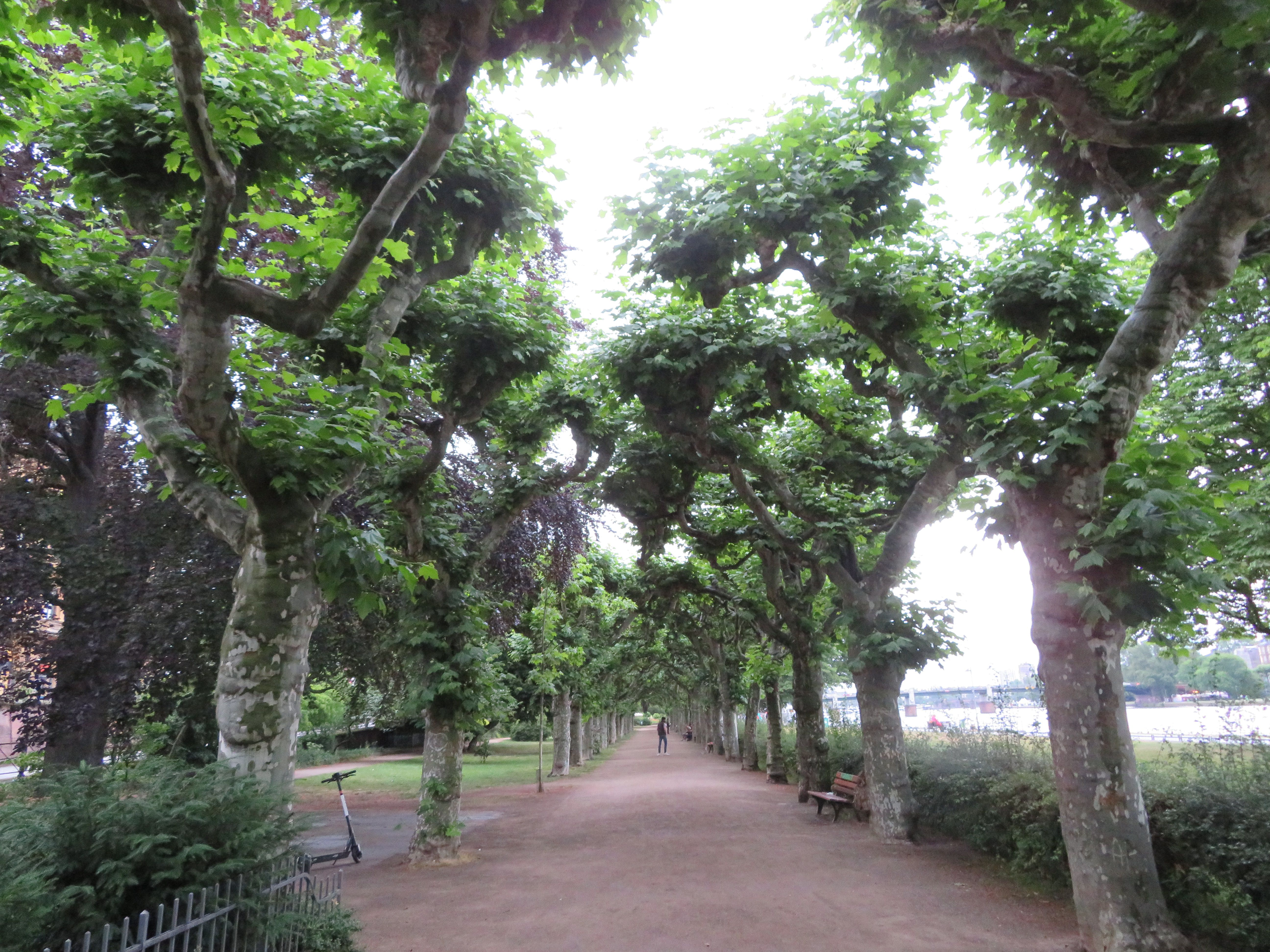
Allee aus beschnittenen Platanen in Frankfurt am Main
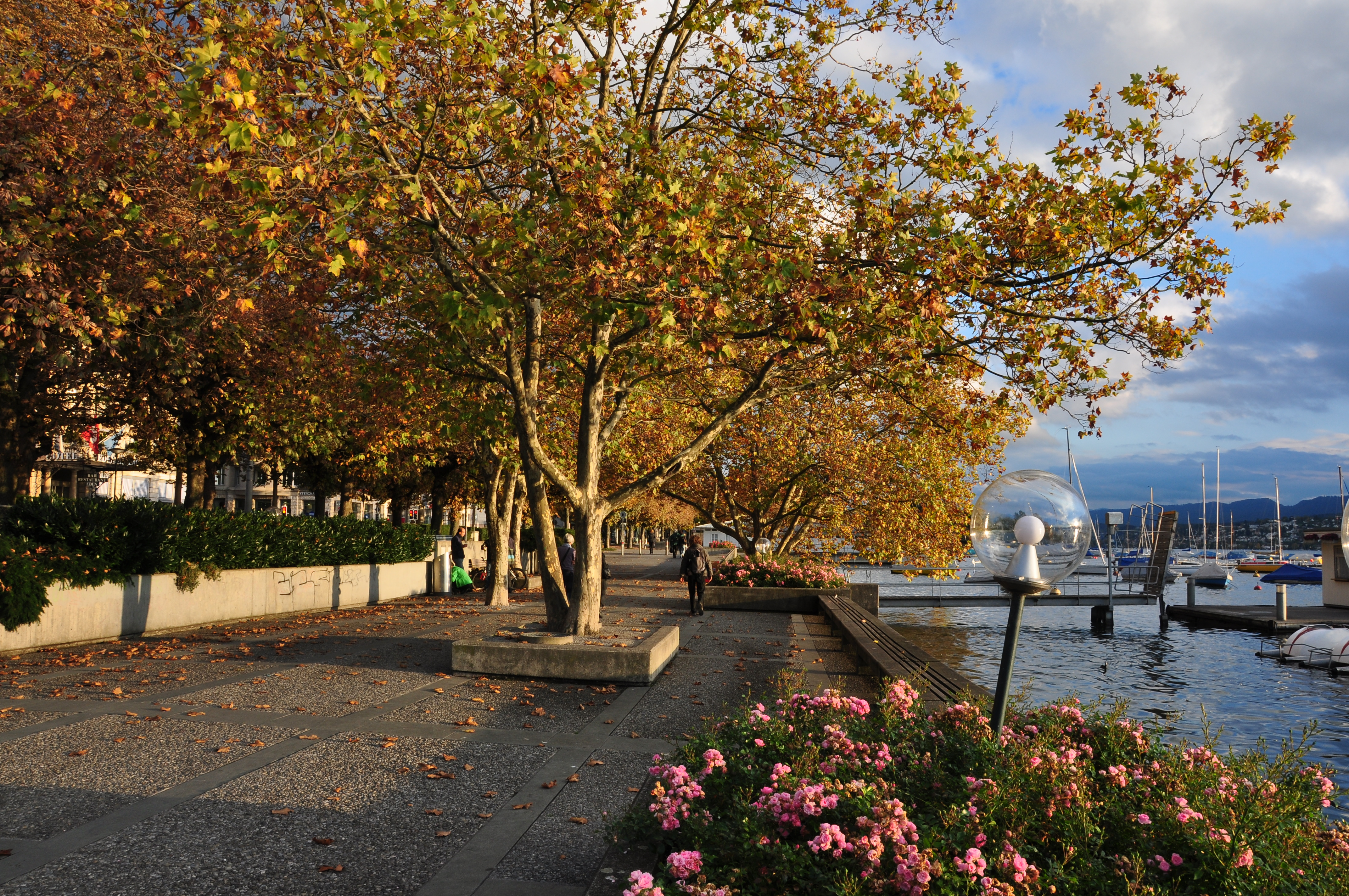
Platanen im Herbst in Zürich
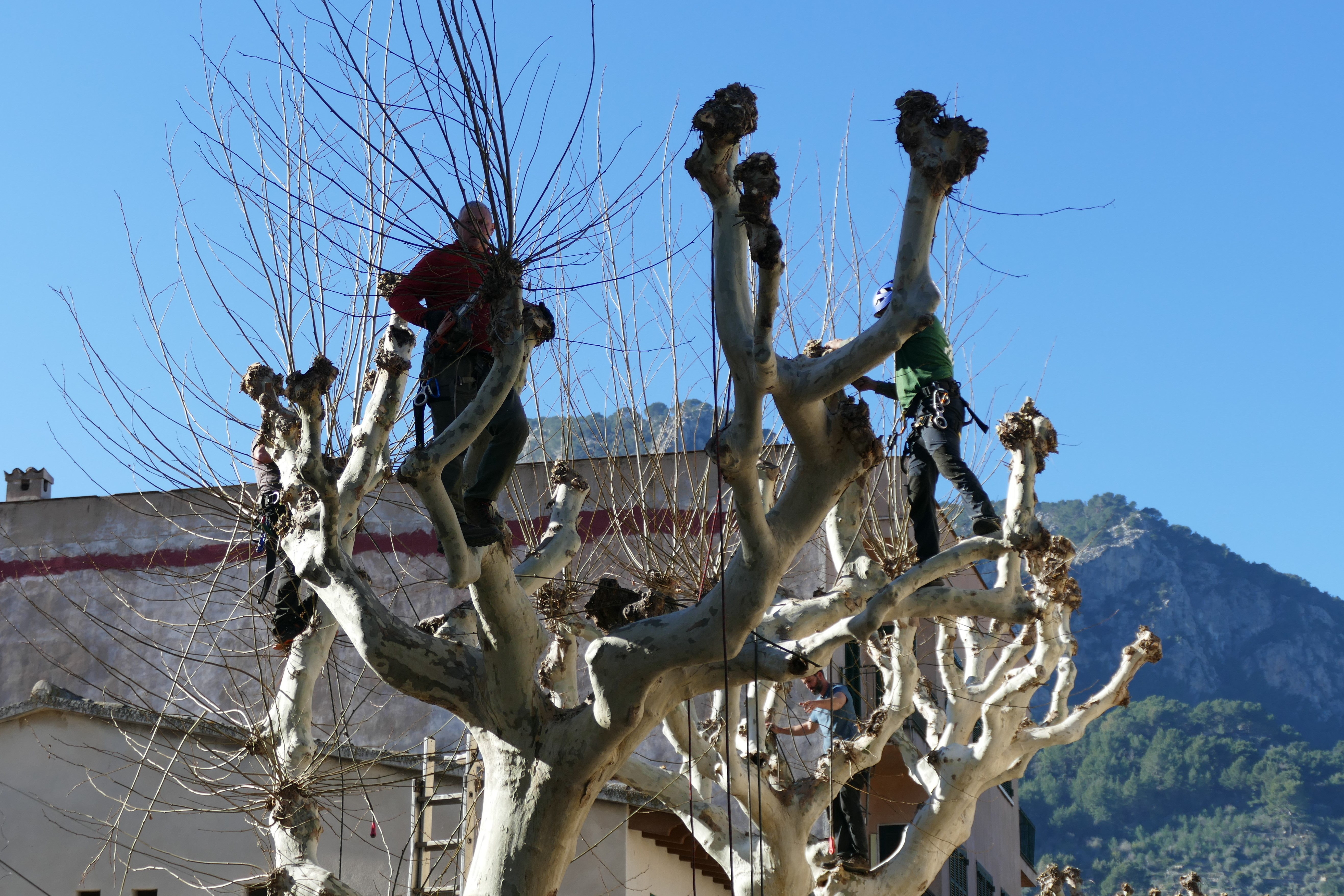
Beschnitt der Platanen im mallorquinischen Sóller
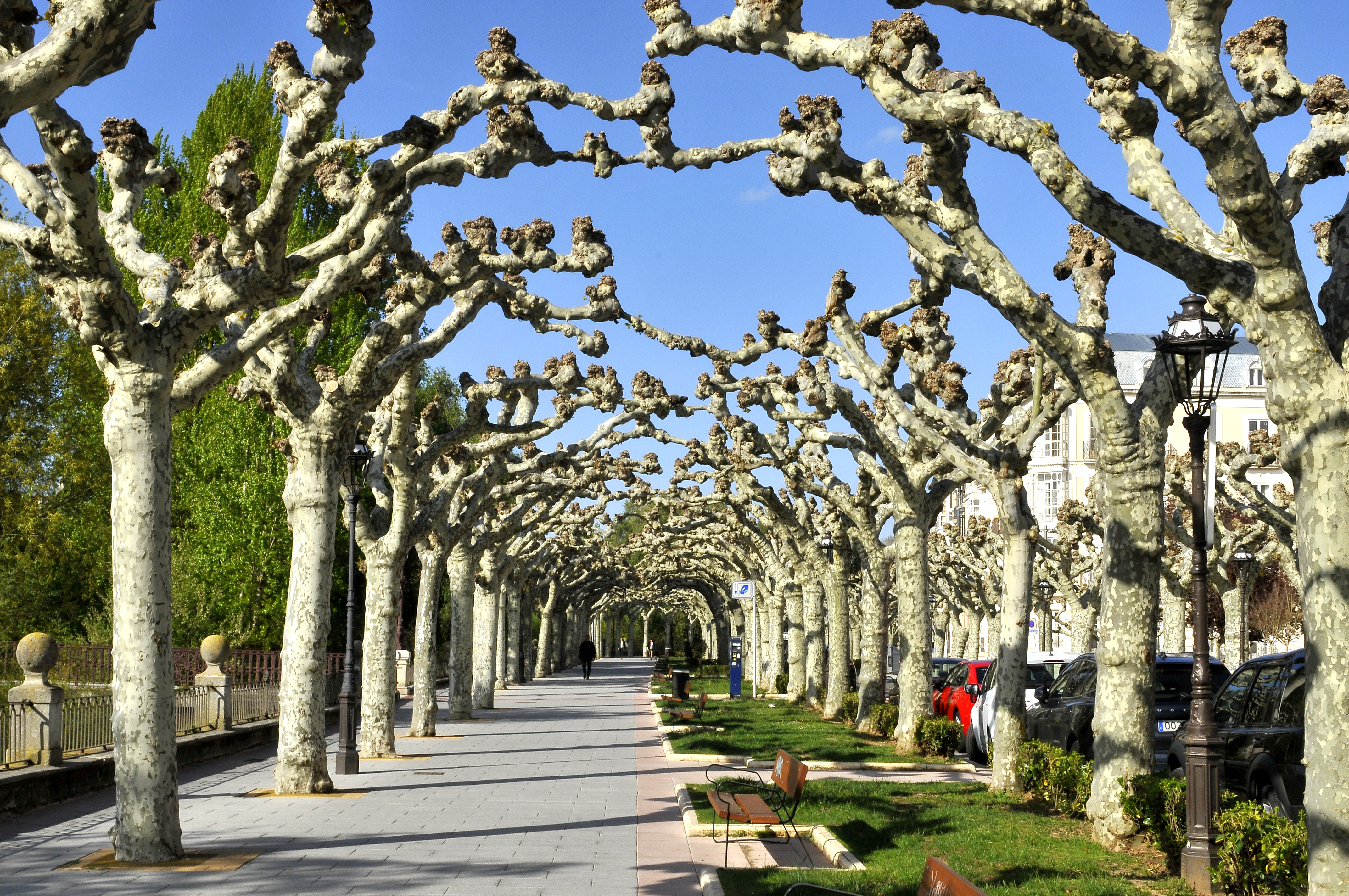
Platanenallee in Burgos, Kastilien und León

## Das Holz der Platane
Das radial aufgeschnittene Holz der Platanen hat ein sehr charakteristisches und dekoratives Aussehen mit dunklen rotbraunen Flecken (Spiegeln) gegen einen helleren Hintergrund abgesetzt. Das Holz wird wegen dieses Effekts auch als Perlholz bezeichnet. Wegen seiner attraktiven Maserung wurde es in Frankreich häufig für Jugendstilmöbel  verwendet, auch Intarsienkünstler, wie etwa Émile Gallé, haben deswegen gerne damit gearbeitet.

## Weitere Verwendungen
Die Blätter und die Rinde der Platane wurden früher medizinisch verwendet, da sie adstringierende und desinfizierende Stoffe enthalten. Aus den Zweigen und Wurzeln wurde ein brauner Farbstoff zur Stofffärbung hergestellt.

## Krankheiten und Schädlinge
In Deutschland hat die Massariakrankheit, ausgelöst durch den Pilz Splanchnonema platani, insbesondere im urbanen Raum eine hohe Bedeutung. Seit 2003 tritt dieser „Schwächeparasit“ in Deutschland vermehrt auf. In  Städten mit umfangreichem Platanenbestand entstehen so erhöhte Kosten für die Baumkontrolle, da befallene Äste extrem bruchgefährdet sind.
Im Frühjahr tritt bisweilen die Pilzart Apignomonia veneta (Synonyme: Gnominia veneta, Gloeosporium nervisequum) auf; von der Pilzkrankheit befallene junge Triebe sterben ab. 
Wucherungen am Stamm, sogenannten Platanenkrebs, verursacht der Pilz Ceratocystis fimbriata f. sp. platani.
Seit 1983 tritt die aus den USA stammende Platanen-Netzwanze (Corythucha ciliata) in Deutschland auf, welche die Platanen zwar nicht massiv schädigt, jedoch für abiotische Schäden und Pilzinfektionen prädisponiert. Als weniger schädlich gilt die aus Kleinasien eingeführte Platanenminiermotte.

## Zuchtformen
- 'Suttneri': Diese Form besitzt weißbunte Blätter, die im Inneren der Krone teilweise ganz weiß sind. Die Form ist sehr selten; sie kann Wuchshöhen bis 22 Meter erreichen.

Die im Handel erhältlichen sogenannten Dachplatanen haben eine ungewöhnliche Kronenform, die durch einen speziellen Formschnitt erzielt wird. Dabei wird an Jungbäumen der Leittrieb eingekürzt und die verbleibenden Seitenäste mittels eines Gerüstes (meist aus Bambusstäben) und Bindungen in eine waagerechte Wuchsform gezwungen.
Als gekappte Platane und wuchsstarker Kleinbaum an Promenaden braucht sie regelmäßig Pflege.